# Arrondissement de Pontoise
Pour les articles homonymes, voir Pontoise (homonymie).
L'arrondissement de Pontoise est une division administrative française, située dans le département du Val-d'Oise et la région Île-de-France. Il comprend la vallée de l'Oise, la majorité du territoire du Vexin Français ainsi qu'une ville nouvelle.

## Situation
Dans le nord-ouest de l'Île-de-France, l'arrondissement de Pontoise est limitrophe de ses deux voisins valdoisiens, l'arrondissement d'Argenteuil au sud-est et l'arrondissement de Sarcelles à l'est. Au nord, il jouxte l'arrondissement de Beauvais et l'arrondissement de Senlis dans l'Oise, à l'ouest l'arrondissement des Andelys dans l'Eure et au sud, dans les Yvelines, l'arrondissement de Mantes-la-Jolie et l'arrondissement de Saint-Germain-en-Laye.

## Histoire

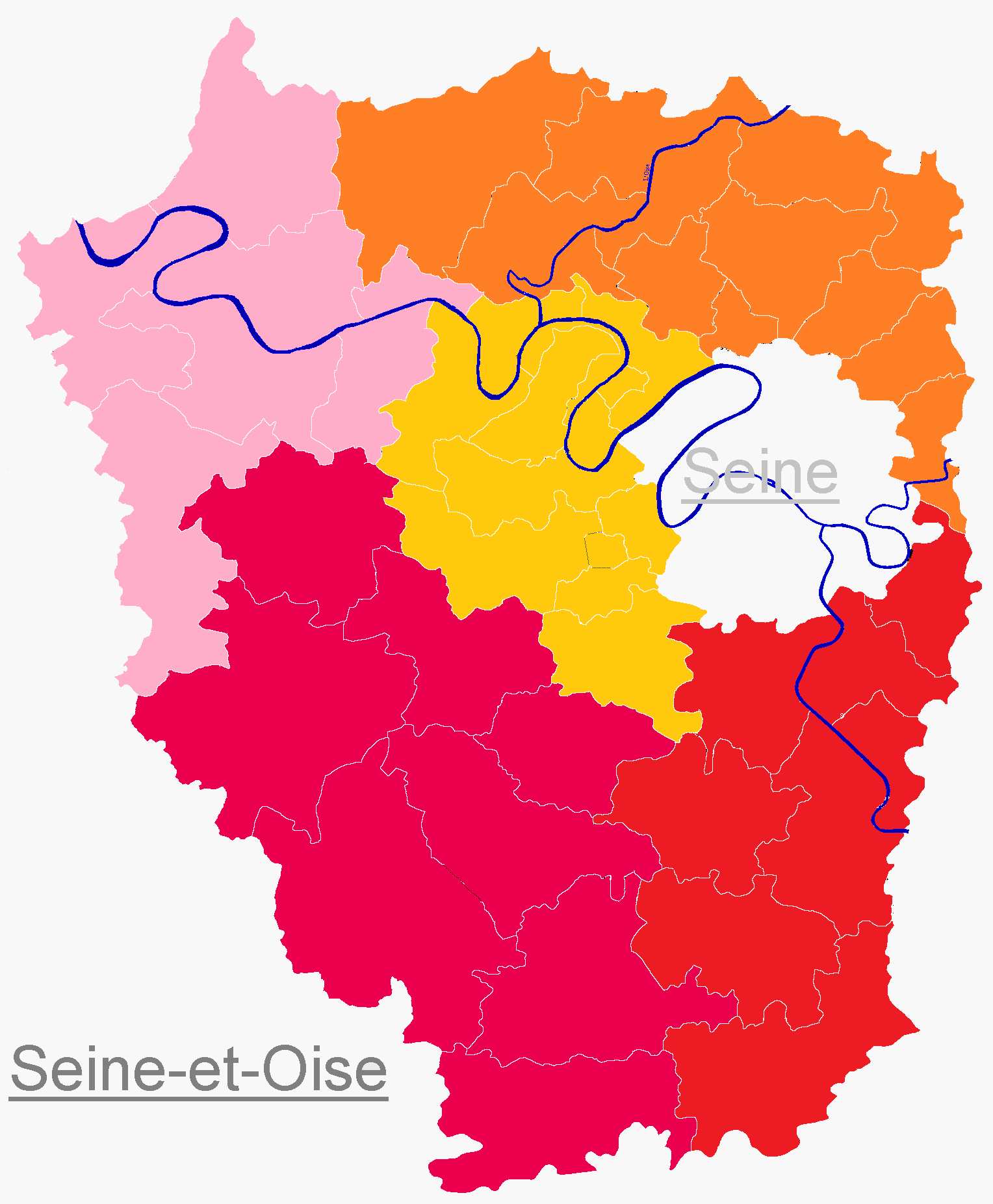
Arrondissements et cantons de Seine-Et-Oise entre 1943 et 1962
Arrondissement de Mantes
Arrondissement de Pontoise
Arrondissement de Versailles
Arrondissement de Rambouillet
Arrondissement de Corbeil

L'arrondissement de Pontoise, en tant que sous-préfecture de l'ancien département de Seine-et-Oise, existe depuis le 17 février 1800 (loi du 28 pluviôse an VIII). Il était de 1790 à 1800 un district de ce même département, disparu effectivement en 1968 en vertu de la loi du 10 juillet 1964.
Sa composition était, avant la création du Val-d'Oise, la suivante :
- canton d'Argenteuil (1962-1964) ;
- canton d'Aulnay-sous-Bois (1922-1962) ;
- canton d'Écouen (1800-1962) ;
- canton de Gonesse (1800-1962) ;
- canton de L'Isle-Adam (1800-1967) ;
- canton de Luzarches (1800-1962) ;
- canton de Marines (1800-1967) ;
- canton de Montmorency (1800-1962) ;
- canton de Pontoise (1800-1967) ;
- canton du Raincy (1882-1962) ;
- canton de Magny-en-Vexin (1926-1943 puis 1966-1967) ;
- canton de Taverny (1931-1967) ;
- canton d'Argenteuil-Nord (1964-1966) ;
- canton d'Argenteuil-Sud (1964-1966) ;
- canton de Cormeilles-en-Parisis (1964-1966) ;
- canton d'Houilles (1964-1966) ;
- canton de Saint-Leu-la-Forêt (1964-1967)[1].

Les bâtiments de la sous-préfecture de Pontoise ont accueilli l'administration provisoire du département du Val-d'Oise, créé en 1968, jusqu'à l'ouverture de l'hôtel de préfecture du Val-d'Oise sur la commune voisine de Cergy en 1970. Toutefois, une situation unique en France a existé à partir de cette date :
- D'une part, la ville de Pontoise a conservé le statut de chef-lieu du département, sans accueillir la préfecture pour autant.
- D'autre part, les anciens bâtiments de la sous-préfecture ont continué à accueillir une administration sous-préfectorale. Les fonctions de sous-préfet d'arrondissement n'étaient alors pas assurées, comme dans les autres arrondissements chefs-lieux de département, par le secrétaire général de la préfecture, mais par un sous-préfet dédié. Cette situation a subsisté jusqu'à la disparition du poste de sous-préfet de Pontoise en 2008, qui a fusionné avec celui de secrétaire général de la préfecture du Val-d'Oise. Les bâtiments administratifs de Pontoise ont perdu dans les années suivantes la plupart de leurs fonctions, les postes étant rapatriés à Cergy, jusqu'à la fermeture totale de l'administration sous-préfectorale de Pontoise en 2016[2]. La commune de Pontoise accueille toutefois encore les résidences officielles des préfets et sous-préfets affectés à Cergy, tandis que les anciens bâtiments sont depuis utilisés par d'autres services déconcentrés de l'État.

## Un territoire contrasté

### Le Vexin français
La majorité du territoire de l'arrondissement de Pontoise correspond à la partie valdoisienne du Vexin français, site inscrit. Cette région naturelle est comprise entre l'Epte à l'ouest, qui marque la frontière entre Île-de-France et Normandie, l'Oise à l'est, la région Picardie au nord et la Seine au sud. Une grande partie du Vexin français dans le Val-d'Oise est protégé par le parc naturel régional du Vexin français, partagé avec les Yvelines. La ville de Pontoise constitue la capitale historique de l'ancienne province mais, du fait de l'urbanisation, le périmètre du parc exclu l'agglomération de Cergy-Pontoise, qui en est cependant une ville-porte. 77 communes de l'arrondissement sont membres du parc, soit 65 %.

### Les agglomérations
Outre l'agglomération de Cergy-Pontoise, siège du chef-lieu d'arrondissement et du département, l'arrondissement de Pontoise comprend, au sud est, une zone fortement urbanisé comprenant l'ouest de la Vallée de Montmorency, notamment, les communes d'Ermont, Eaubonne, Taverny ou encore Franconville.

### L'ouest forestier du pays de France
Au-delà de la limite du Vexin, sur la rive gauche de l'Oise, l'arrondissement s'étend également au nord est sur une zone ponctuée des forêts de L'Isle-Adam, de Carnelle et de Montmorency, qui correspond à l'ouest du Pays de France et au Haut Val-d'Oise (canton de Beaumont-sur-Oise).

## L'arrondissement dans le département
L'arrondissement de Pontoise est à la fois le moins peuplé et le plus vaste des arrondissements du Val-d'Oise. Il constitue 28 % de la population du département au recensement de 2022. Avec 463,1 hab./km2 contre 1 019,9 hab./km2 en moyenne dans le département, la densité de population y est bien moins importante que le reste du Val-d'Oise et de la région Île-de-France (1 030,7 hab./km2 ).

## Composition

### Composition avant 2016

#### Données relatives aux cantons
L'arrondissement de Pontoise compte 117 communes, soit presque autant que les trois départements de la petite couronne réunis. La population moyenne par commune est de 3 999 habitants et leur superficie moyenne de 7 km2. La densité de population moyenne de l'arrondissement est quant à elle de 565 habitants au km2.
En moyenne, les cantons de l'arrondissement comprennent 6,88 communes. Certains en comprennent cependant plus de 10, le maximum étant atteint dans le canton de Magny-en-Vexin (26 communes). À l'inverse, on compte quatre « cantons-communes » qui se superposent à une commune unique. Seule la commune de Cergy est fractionnée en deux cantons, à chacun des deux étant adjointes également d'autres communes.
Jusqu'au redécoupage cantonal de 2014, les 17 cantons de l'arrondissement de Pontoise sont les suivants :
- canton de Beauchamp, 3 communes ;
- canton de Beaumont-sur-Oise, 8 communes ;
- canton de Cergy-Nord, 3 communes et une fraction de la commune de Cergy ;
- canton de Cergy-Sud, 1 commune et une fraction de la commune de Cergy ;
- canton d'Eaubonne, 1 commune ;
- canton d'Ermont, 1 commune ;
- canton de Franconville, 1 commune ;
- canton de l'Hautil (chef-lieu à Jouy-le-Moutier), 6 communes ;
- canton de L'Isle-Adam, 6 communes ;
- canton de Magny-en-Vexin, 26 communes ;
- canton de Marines, 19 communes ;
- canton de Pontoise, 1 commune ;
- canton de Saint-Leu-la-Forêt, 3 communes ;
- canton de Saint-Ouen-l'Aumône, 2 communes ;
- canton de Taverny, 5 communes ;
- canton de la Vallée-du-Sausseron (chef-lieu à Auvers-sur-Oise), 12 communes ;
- canton de Vigny, 18 communes.

#### Intercommunalité dans l'arrondissement
L'arrondissement de Pontoise abrite deux communauté d'agglomération : la Communauté d'agglomération Val-et-Forêt et la Communauté d'agglomération de Cergy-Pontoise. Elles regroupent 283 507 habitants (chiffres 1999 et 2003), soit 60 % de la population de l'arrondissement sur seulement 13 % du territoire.
L'arrondissement compte neuf communautés de communes qui sont les suivantes : la Communauté de communes de la Vallée de l'Oise et des Trois Forêts (7 communes et 25 559 hab.), la Communauté de communes de la Vallée de l'Oise et des impressionnistes (6 communes et 25 255 hab.), la Communauté de communes Val de Viosne (14 communes et 10 639 hab.), la Communauté de communes de la Vallée du Sausseron (12 communes et 8 477 hab.), la Communauté de communes des Trois Vallées du Vexin (12 communes et 8 464 hab.), la Communauté de communes du Plateau du Vexin (8 communes et 2 781 hab.), la Communauté de communes Vexin - Val de Seine (8 communes et 3 400 hab.) et la Communauté de communes du Haut Val-d'Oise (6 communes et 25 830 habitants). Une seule communauté de communes est à cheval entre l'arrondissement de Pontoise et l'arrondissement d'Argenteuil : la communauté de communes du Parisis qui comprend trois communes de l'arrondissement (sur 6) regroupant 33 100 habitants (sur 80 196).
Vingt-quatre communes de l'arrondissement sur 117, soit à peine un cinquième des communes de l'arrondissement, demeurent isolées hors des structures intercommunales existantes. Il s'agit, dans le canton de Magny-en-Vexin, des 18 communes de :
- Aincourt ;
- Ambleville ;
- Arthies ;
- Banthelu ;
- Bray-et-Lû ;
- Buhy ;
- Charmont ;
- Genainville ;
- Hodent ;
- La Chapelle-en-Vexin ;
- Magny-en-Vexin ;
- Maudétour-en-Vexin ;
- Montreuil-sur-Epte ;
- Omerville ;
- Saint-Clair-sur-Epte ;
- Saint-Cyr-en-Arthies ;
- Saint-Gervais ;
- Wy-dit-Joli-Village.

Il y a également les communes de Frouville (canton de la vallée du Sausseron), de Ronquerolles (canton de Beaumont-sur-Oise), de Nerville-la-Forêt (canton de L'Isle-Adam), dans le canton de Taverny des communes de Bessancourt et de Taverny ainsi que le chef-lieu de canton de Saint-Leu-la-Forêt.

### Composition depuis 2017
La composition de l'arrondissement a été modifiée par l'arrêté du 30 décembre 2016 prenant effet au 1er janvier 2017.
Le 1er janvier 2024, les communes de Gouzangrez et Commeny se regroupent pour former la commune nouvelle de Commeny. Le nombre de communes passe de 105 à 104.
Au 1er janvier 2024, l'arrondissement groupe les 104 communes suivantes :
1. Ableiges
2. Aincourt
3. Ambleville
4. Amenucourt
5. Arronville
6. Arthies
7. Auvers-sur-Oise
8. Avernes
9. Banthelu
10. Beaumont-sur-Oise
11. Le Bellay-en-Vexin
12. Bernes-sur-Oise
13. Berville
14. Béthemont-la-Forêt
15. Boisemont
16. Boissy-l'Aillerie
17. Bray-et-Lû
18. Bréançon
19. Brignancourt
20. Bruyères-sur-Oise
21. Buhy
22. Butry-sur-Oise
23. Cergy
24. Champagne-sur-Oise
25. La Chapelle-en-Vexin
26. Charmont
27. Chars
28. Chaussy
29. Chauvry
30. Chérence
31. Cléry-en-Vexin
32. Commeny
33. Condécourt
34. Cormeilles-en-Vexin
35. Courcelles-sur-Viosne
36. Courdimanche
37. Ennery
38. Épiais-Rhus
39. Éragny
40. Frémainville
41. Frémécourt
42. Frouville
43. Genainville
44. Génicourt
45. Grisy-les-Plâtres
46. Guiry-en-Vexin
47. Haravilliers
48. Haute-Isle
49. Le Heaulme
50. Hédouville
51. Hérouville-en-Vexin
52. Hodent
53. L'Isle-Adam
54. Jouy-le-Moutier
55. Labbeville
56. Livilliers
57. Longuesse
58. Magny-en-Vexin
59. Marines
60. Maudétour-en-Vexin
61. Menouville
62. Menucourt
63. Mériel
64. Méry-sur-Oise
65. Montgeroult
66. Montreuil-sur-Epte
67. Mours
68. Moussy
69. Nerville-la-Forêt
70. Nesles-la-Vallée
71. Neuilly-en-Vexin
72. Neuville-sur-Oise
73. Nointel
74. Noisy-sur-Oise
75. Nucourt
76. Omerville
77. Osny
78. Parmain
79. Le Perchay
80. Persan
81. Pontoise
82. Presles
83. Puiseux-Pontoise
84. La Roche-Guyon
85. Ronquerolles
86. Sagy
87. Saint-Clair-sur-Epte
88. Saint-Cyr-en-Arthies
89. Saint-Gervais
90. Saint-Ouen-l'Aumône
91. Santeuil
92. Seraincourt
93. Théméricourt
94. Theuville
95. Us
96. Vallangoujard
97. Valmondois
98. Vauréal
99. Vétheuil
100. Vienne-en-Arthies
101. Vigny
102. Villers-en-Arthies
103. Villiers-Adam
104. Wy-dit-Joli-Village

## Démographie
En 2022, l'arrondissement comptait 354 726 habitants.
| 1968    | 1975    | 1982    | 1990    | 1999    | 2006    | 2011    | 2016    | 2021    |
| ------- | ------- | ------- | ------- | ------- | ------- | ------- | ------- | ------- |
| 228 469 | 295 132 | 349 815 | 434 521 | 467 888 | 482 970 | 453 123 | 338 425 | 349 407 |

| 2022    | - | - | - | - | - | - | - | - |
| ------- | - | - | - | - | - | - | - | - |
| 354 726 | - | - | - | - | - | - | - | - |